# Трудова Україна (газета)
«Трудова Україна» — неперіодичний орган Центрального комітету Української Партії Соціалістів-Революціонерів, виходив у Празі 1932—1939 років як продовження «Вісника УПСР». Редакторами «Трудової України» були Никифір Григоріїв і Павло Богацький.